# Ковылин, Василий Александрович
Василий Александрович Ковылин (укр. Василь Олександрович Ковилін; 4 января 1995, Сёмаки — 9 мая 2024) — украинский военнослужащий, младший лейтенант, участник российско-украинской войны. Герой Украины (2025, посмертно).

## Биография
Родился 4 января 1995 года в селе Сёмаки Хмельницкого района Винницкой области. С началом полномасштабного вторжения России в Украину добровольно вступил в ряды Национальной гвардии Украины.
Служил солдатом в 1-й Президентской бригаде оперативного назначения Национальной гвардии Украины «Буревий». Участвовал в боевых действиях в районах Лисичанска, Северодонецка, Бахмута, Белогоровки и в Серебрянском лесу.
Погиб 9 мая 2024 года от смертельных ожогов, полученных во время боевых действий.
Похоронен в Киеве.

## Награды
- Звание «Герой Украины» с вручением ордена «Золотая Звезда» (20 января 2025, посмертно) — за личное мужество и героизм, проявленные в защите государственного суверенитета и территориальной целостности Украины, верность военной присяге[3].